# Ballerino principale

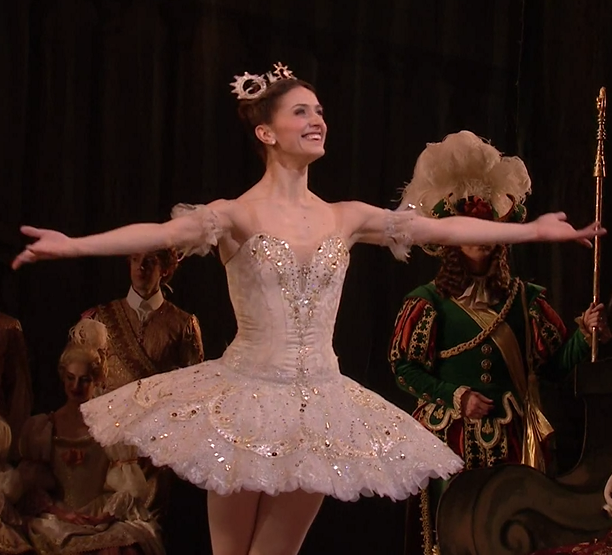
Marianela Núñez, prima ballerina con il Royal Ballet

Un ballerino principale (o meglio in italiano, primo ballerino, spesso abbreviato in inglese in principal, cioè principale) è un ballerino del più alto rango all'interno di una compagnia di danza professionale, in particolare una compagnia di balletto.
Un principale può essere maschio o femmina. La posizione è simile a quella del solista; tuttavia i principali vengono ingaggiati da (o promossi all'interno) una compagnia per eseguire regolarmente non solo assoli, ma anche pas de deux. È una posizione ambita nell'azienda e la posizione più importante che un ballerino può ricevere. Il termine è usato principalmente nel balletto classico, ma può essere usato anche in altre forme, come la danza moderna. Di solito sono le star del balletto. A volte viene usato anche il termine ballerino principale senior.
I termini prima ballerina o premier danseur sono stati usati per denotare livelli simili di rilievo nelle compagnie non anglosassoni. Nel Balletto dell'Opéra di Parigi, i ballerini principali ricevono il titolo di danseur étoile.